# Carabus coriaceus
Carabus coriaceus (Linnaeus, 1758) è un coleottero appartenente alla famiglia dei Carabidi.

## Descrizione

### Adulto
Si presenta come un grosso coleottero di colore nero. Le elitre sono ruvide e presentano un rilievo lucente. Si tratta di un coleottero di notevoli dimensioni, tra i 28 e i 42 mm.

## Biologia
Predilige ambienti aperti come radure, campi, aree incolte e giardini ma si può trovare anche nelle foreste o nel legno marcio. Gli adulti non volano, sono attivi durante la notte e si nutrono di molluschi. Si può incontrare tutto l'anno, più raramente in estate.

## Distribuzione e habitat
C. coriaceus è reperibile in tutta l'Europa a eccezione delle isole del Mediterraneo.